# Palazzo Aliprandi (Penne)
Palazzo Aliprandi è un palazzo nobiliare situato a Penne, in provincia di Pescara. Il prospetto principale è su via dei Martiri Pennesi e quello laterale su Corso dei Vestini.

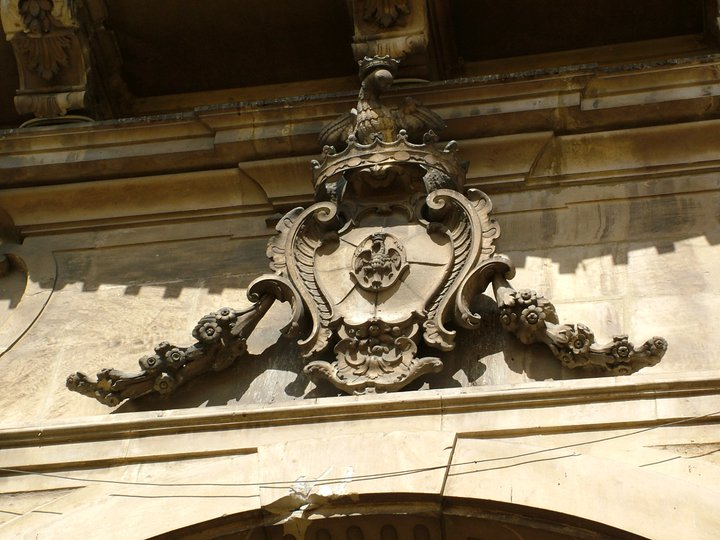
Stemma della famiglia Aliprandi nella facciata del palazzo

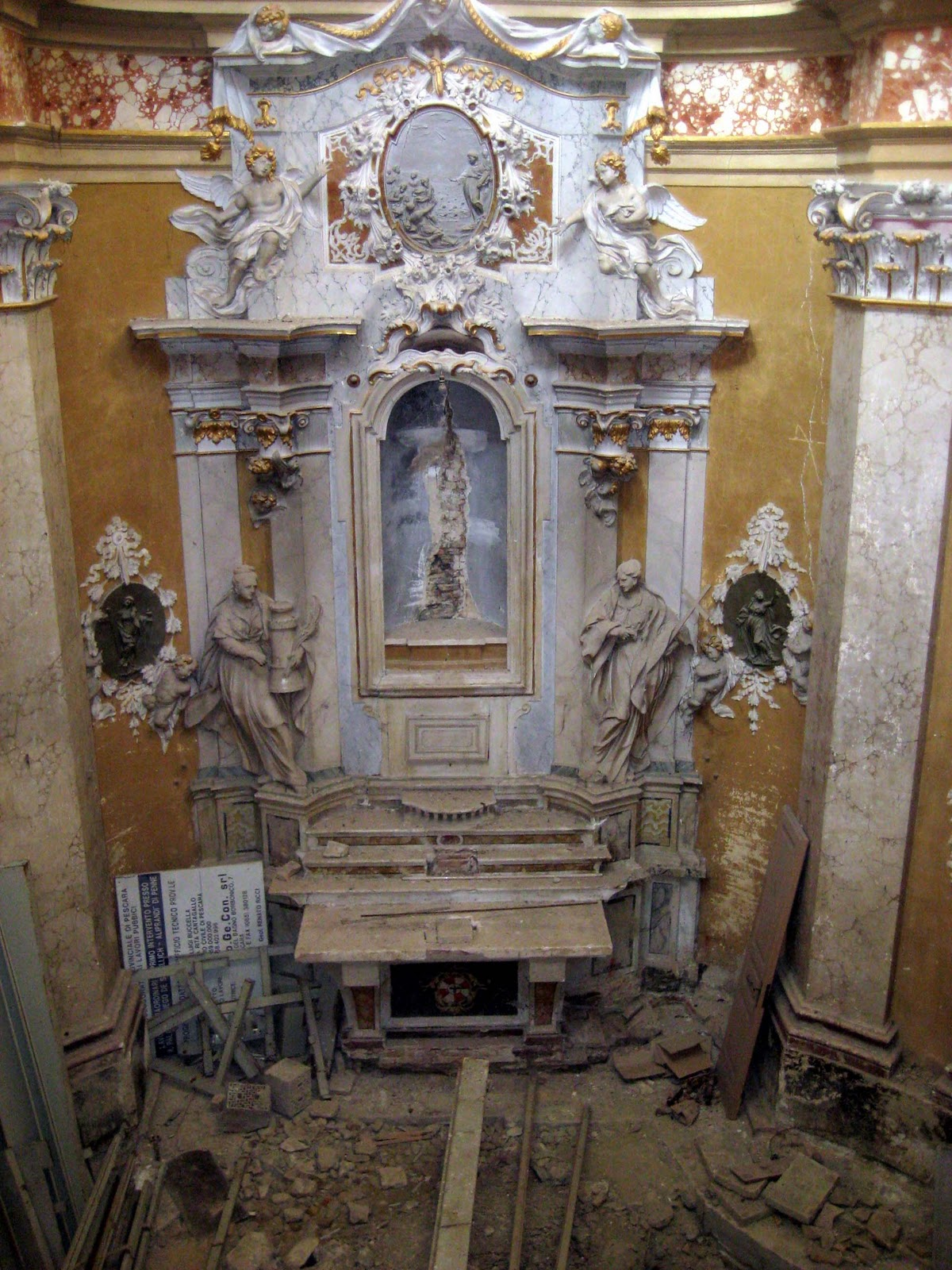
Cappella gentilizia della famiglia Aliprandi

## Storia e descrizione
L'edificio in laterizio ha forma trapezoidale con grande cortile al centro. Oltre al piano terra, ove c'erano la stalla ed i magazzini, vi sono altri due piani con un giardino sul lato della Porta Ringa. Un tempo aveva forse la facciata principale sul Corso dei Vestini.
La lunga facciata è ornata da finestre profilate da cornici classicheggianti, nonché da un balcone con un'artistica ringhiera in ferro battuto dalla linea sinuosa.
Nella prima metà del Seicento vi fu un intervento sull'edificio che portò l'installazione, secondo modelli aquilani, delle finestre quadrotte in pietra al piano terra munite di inferriate e di quello inginocchiate pure in pietra ai piani superiori, conclusosi nel 1648, quando sul lato del Corso fu eretto il portale in bugnato a punta di diamante. 
Il primo proprietario fu Adriano Castiglione, gentiluomo, divenuto poi vescovo di Potenza nel 1482. Gli subentrò Ferrante o Fernando di Legnano. I suoi eredi nel 1600 vendettero il palazzo ai figli del defunto Giovanni Aliprandi che era stato consigliere di Margherita d'Asburgo. 
Nel 1740 venne edificato da Benedetto Alfieri all'interno del palazzo uno scalone d'onore ad imitazione di quello del Chiablese di Torino. 
Il palazzo fu ricostruito nel 1773 per opera di Filippo Aliprandi su disegno di Grue di Castelli con l'inserimento del portale in pietra lavorata sul prospetto della via Martiri Pennesi e dei soffitti a cassettoni.
Il complesso ingloba la chiesa di S. Antonio del Piazzola. Si tratta della cappella privata della famiglia Aliprandi, a croce greca con cupola, che venne eretta nel 1648.
Il barone Diego Aliprandi trasformò il palazzo in un museo arricchendolo con una collezione di maioliche abruzzesi, quadri tra cui alcuni di Raffaello, preziosi oggetti d'arte e una biblioteca di pregevoli volumi. 

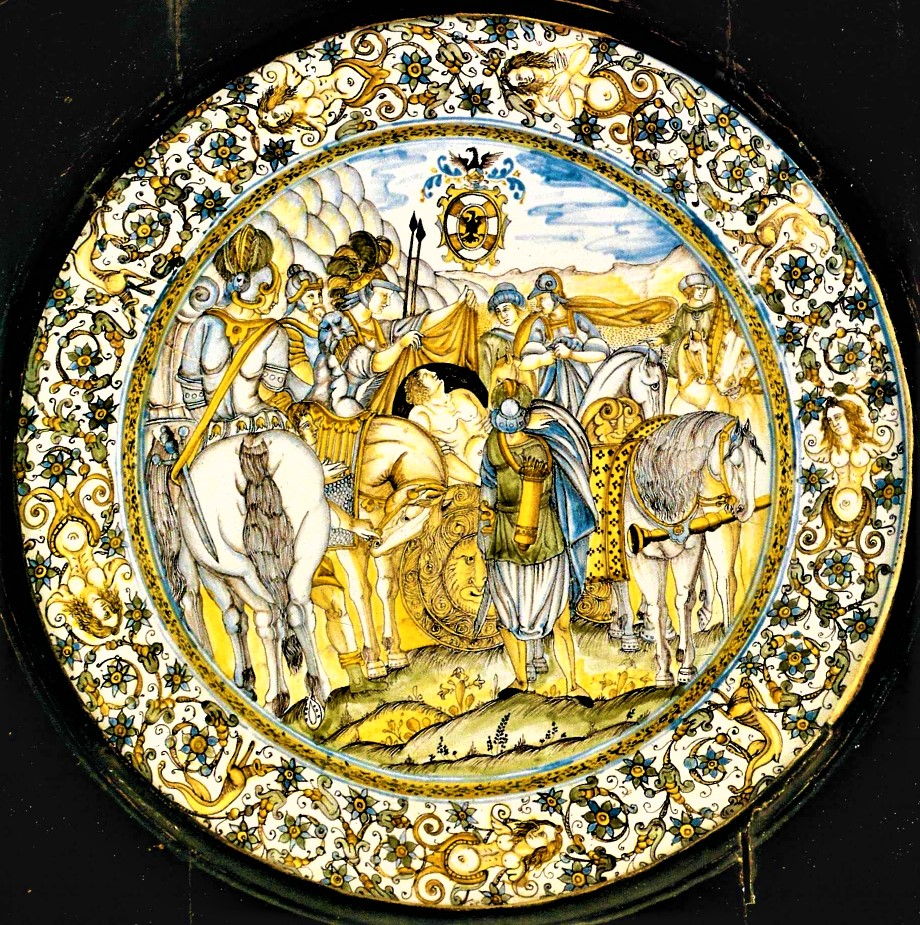
Piatto istoriato proveniente dalla collezione Aliprandi - de Sterlich
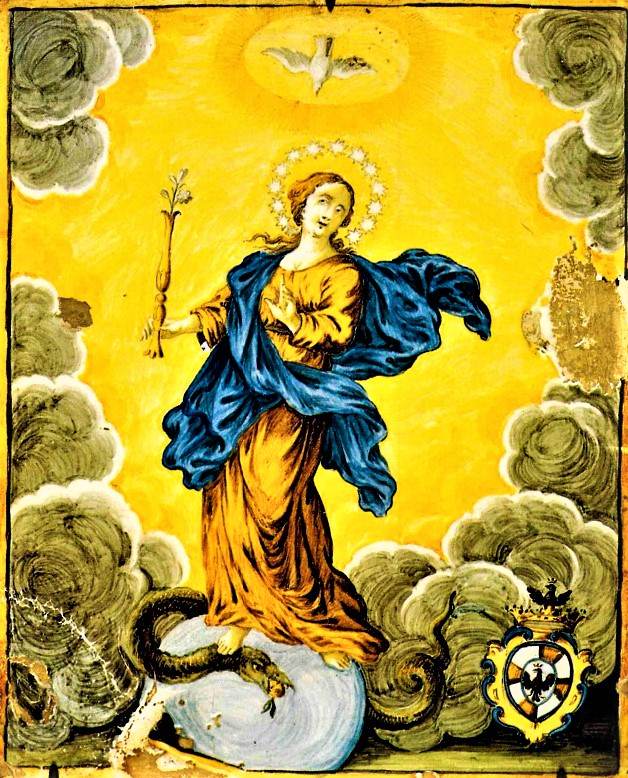
Mattonella istoriata proveniente dalla raccolta Aliprandi - de Sterlich
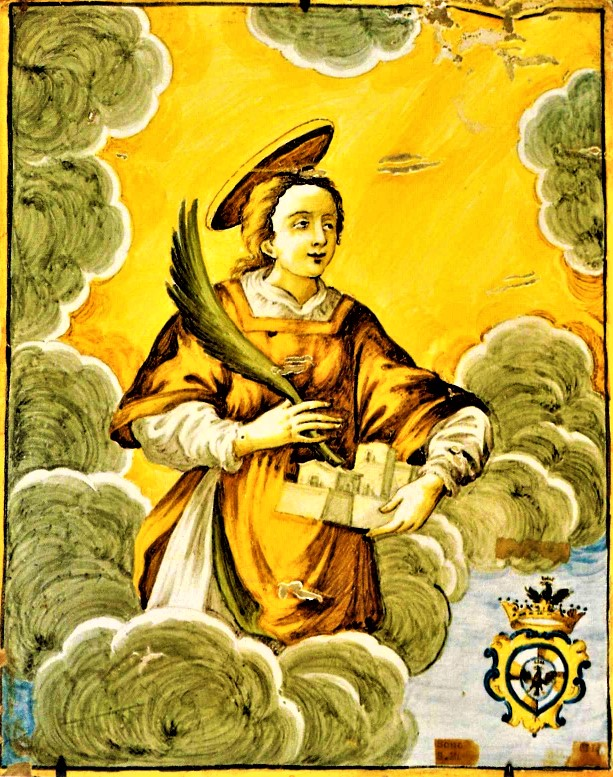
Mattonella istoriata proveniente dalla raccolta Aliprandi - de Sterlich

Nel 1910 morì il barone Aliprandi e il palazzo venne ereditato dal marchese Diego de Sterlich Aliprandi che nel 1935 lo donò al Comune. La chiesa di S. Antonio venne esclusa dalla donazione che rimase ai suoi eredi adottivi, i Verrocchio De Sterlich Aliprandi.